# IC 1701
IC 1701 је галаксија у сазвјежђу Рибе која се налази на листи објеката дубоког неба у Индекс каталогу.
Деклинација објекта је + 18° 11' 6" а ректасцензија 1h 25m 50,3s. Привидна величина (магнитуда) објекта IC 1701 износи 14,4 а фотографска магнитуда 15,4. IC 1701 је још познат и под ознакама UGC 1002, MCG 3-4-35, CGCG 459-50, NPM1G +17.0059, PGC 5309.